# فرودگاه کان‌پور
فرودگاه کان‌پور (به انگلیسی: Kanpur Airport) یک فرودگاه با کد یاتا KNU است که یک باند فرود بتن و آسفالت دارد و طول باند آن ۲۷۴۳ متر است. این فرودگاه در شهر کان‌پور کشور هند قرار دارد و در ارتفاع ۱۲۴ متری از سطح دریا واقع شده است.